# Pseudobagrus
Pseudobagrus — рід риб з родини Bagridae ряду сомоподібних. Має 32 види. Викопні представники цього роду відомі з міоцену.

## Опис
Загальна довжина представників цього роду коливається від 6 до 35 см. Голова подовжена. Її верхня частина вкрита грубою шкірою. Очі невеличкі. Рот вузький. Є 4 пари вусів. Тулуб стрункий. Спинний плавець високий, з короткою основою, має 2 жорстких шипа. Грудні плавці широкі. Черевні плавці маленькі. Жировий плавець доволі великий. Хвостовий плавець короткий, з виїмкою або з округлими кінчиками.
Забарвлення переважно коричневе, сталеве, сіре, жовтувате. Є види з контрастними поздовжними смугами.

## Спосіб життя
Зустрічаються у великих і середніх річках з кам'янисто-піщаними ґрунтами і помірною течією. Активні у присмерку або вночі. Живляться бентосними організмами і дрібною рибою.

## Розповсюдження
Мешкають у Східній Азії.

## Види
- Pseudobagrus adiposalis
- Pseudobagrus albomarginatus
- Pseudobagrus analis
- Pseudobagrus aurantiacus
- Pseudobagrus brachyrhabdion
- Pseudobagrus brevianalis
- Pseudobagrus brevicaudatus
- Pseudobagrus crassilabris
- Pseudobagrus eupogoides
- Pseudobagrus fui
- Pseudobagrus gracilis
- Pseudobagrus hwanghoensis
- Pseudobagrus kaifenensis
- Pseudobagrus koreanus
- Pseudobagrus kyphus
- Pseudobagrus medianalis
- Pseudobagrus microps
- Pseudobagrus nubilosus
- Pseudobagrus omeihensis
- Pseudobagrus ondon
- Pseudobagrus pratti
- Pseudobagrus rendahli
- Pseudobagrus sinyanensis
- Pseudobagrus taeniatus
- Pseudobagrus taiwanensis
- Pseudobagrus tenuifurcatus
- Pseudobagrus tenuis
- Pseudobagrus tokiensis
- Pseudobagrus trilineatus
- Pseudobagrus truncatus
- Pseudobagrus wangi